# Mahmoud Marei
Mahmoud Marei (en arabe : محمود مرعي ; né et mort à des dates inconnues) est un joueur de football international égyptien, qui évoluait au poste de gardien de but.

## Biographie

### Carrière en sélection
Avec l'équipe d'Égypte, il joue entre 1920 et 1924.
Il figure notamment dans le groupe des sélectionnés lors des JO de 1920 et de 1924.